# Evropská cena Karla IV.
Evropská cena Karla IV. (německy Europäischer Karlspreis der Sudetendeutschen Landsmannschaft, zkráceně Europäischer Karls-Preis) je ocenění pojmenované po českém králi a císaři Svaté říše římské Karlu IV. udělované každoročně Sudetoněmeckým krajanským sdružením.

## Cena
Ocenění se uděluje od roku 1958 „osobnostem a institucím politického, intelektuálního nebo podnikatelského života“, které se „zvlášť zasloužily o porozumění a spolupráci mezi národy a zemí střední Evropy“. Je udělováno v rámci Sudetoněmeckého dne z rukou mluvčího sdružení.
Mezi držitele ceny z řad Čechů patří například generál a exilový politik Lev Prchala, litoměřický biskup Josef Koukl, publicista a aktivista Petr Uhl, bývalý ministr kultury Daniel Herman, či bývalý poslanec a europoslanec Libor Rouček.

## Seznam nositelů
- 1958 – Lev Prchala
- 1959 – Julius Raab
- 1960 – Rudolf Lodgman von Auen
- 1961 – Philip A. Hrobak
- 1962 – Rudolf von Laun
- 1963 – František Josef II. z Lichtenštejna
- 1965 – Werenfried van Straaten
- 1966 – Richard hrabě Coudenhove-Kalergi
- 1967 – Hugo Hantsch
- 1968 – Hans-Christoph Seebohm a Wenzel Jaksch
- 1969 – Alfons Goppel
- 1970 – Otto von Habsburg
- 1971 – Karl Kern
- 1972 – Povl Skadegard a Jytte Skadegard
- 1973 – Silvius Magnago
- 1974 – Hans Ehard a Wilhelm Hoegner
- 1975 – József Mindszenty
- 1976 – Theodor Veiter
- 1977 – Felix Ermacora
- 1978 – Leo Tindemans
- 1979 – Hans Schütz
- 1980 – Fritz Pirkl
- 1981 – Richard Stücklen
- 1982 – Franz Josef Strauß
- 1983 – Walter Becher
- 1984 – Josef Stingl
- 1985 – Lothar Späth
- 1986 – Štefan Boleslav Roman
- 1987 – Guy Héraud
- 1988 – Friedrich Zimmermann
- 1989 – Otto Kimminich
- 1990 – maďarský lid
- 1991 – Karl Carstens
- 1992 – Gerhard Pieschl
- 1993 – Egon Klepsch
- 1994 – Alois Mock
- 1995 – Edmund Stoiber
- 1996 – Theo Waigel
- 1997 – Volkmar Gabert
- 1998 – Dieter Blumenwitz
- 1999 – Luis Durnwalder
- 2000 – Barbara Stamm
- 2001 – Wolfgang Schüssel
- 2002 – Arnulf Baring
- 2003 – Franz Neubauer
- 2004 – Christoph Pan
- 2005 – Josef Koukl[2]
- 2006 – Josef Pühringer
- 2007 – Roland Koch
- 2008 – Petr Uhl[3]
- 2009 – Günther Beckstein
- 2010 – Erika Steinbachová
- 2011 – Rudolf Schuster
- 2012 – Max Mannheimer
- 2013 – Horst Seehofer
- 2014 – Milan Horáček
- 2015 – Valentin Inzko
- 2016 – Hans Adam II.
- 2017 - Volker Bouffier
- 2018 – Christoph Schönborn[4]
- 2019 – Charlotte Knoblochová
- 2020 – Klaus Iohannis
- 2021 – Daniel Herman[5]
- 2022 – Volodymyr Zelenskyj[6]
- 2023 – Libor Rouček, Christian Schmidt
- 2024 – Jean-Claude Juncker
- 2025 – Markus Söder